# Sänkjorna
Sänkjorna är klippor i Finland.   De ligger i kommunen Pargas i landskapet Egentliga Finland, i den sydvästra delen av landet, 210 km väster om huvudstaden Helsingfors.
Terrängen runt Sänkjorna är mycket platt.  Närmaste större samhälle är Houtskär, 17,2 km nordost om Sänkjorna. 